# Архиепископ српски Јевстатије I
Јевстатије I Српски је био српски православни архиепископ од 1279. до 1286. године. Поштује се као светитељ.
Рођен је у Будимљанској жупи. Као младић се учио се у Ђурђевим Ступовима и замонашио у Зети. По повратку са хаџилука у Јерусалиму, дошао је у Хиландар, где је касније постао игуман. Као игуман био је изабран - посвећен за епископа зетског. За време краља Милутина Црквени сабор га је изабрао 1282. године за архиепископа српског. Наследио је свог претходника архиепископа Јанићија који је умро 28. маја 1279. године. На трону српске православне цркве седео је осам година. Св. Јевстатију старијем је врло рано написана служба као српском свецу, а први пут се среће у једном Минеју (за прва три месеца у години) заједно са службом Св. Сави, из 13. века и "права је реткост међу књижевним старинама".
Умро је 4. јануара 1286. године у Жичи, где је сахрањен у мермерном ковчегу који је сам начинио. По предању, Јоаникије је пред смрт узвикнуо: „У руке твоје Господе предајем дух мој“. Неколико година након смрти проглашен је за српског светитеља. Међутим, убрзо по његовом упокојењу "беше загрозила опасност" Жичу, те је његов наследник Јаков његово тело морао да склони. Жичу су тада напали дивљачни Кумани, који су опљачкали и запалили манастир, тако да је на дуже време запустео. По Станоју Станојевићу, манастир Жичу је упропастила најезда Дрмана и Куделина. А по трећем извору, манастир је пострадао у време напада бугарског цара Шишмана са Татарима, на државу српског краља Милутина. Светац је тако захваљујући Јакову сахрањен у цркви Св. апостола Петра и Павла, у месту Пећ, које је изгледа названо тако по бројним пећинама - испосницама. Пећ је тада, 1291. године постао нова архијерејска столица, и то ће још бити вековима.
Његове свете мошти су откривене почетком фебруара 1926. године, у старој цркви Св. Спаса у Велесу. Налазиле су се те мошти заједно са моштима Св. Петра Српског (Коришког), у једном малом скупоценом ћивоту. На сребрном окову су била три урезана натписа (сачувана), а такође записа на хартији, са којих се међутим могло мало прочитати. Спојио их је, судећи по запису на хартији у ћивоту остављеном, Св. Јоаникије патријарх српски 30. августа 1752. године. А у Велес су дошле јула 1847. године "као поклон од Светог Арсенија". Деценијама су светиње чуване од Турака и Бугара егзархиста. Велешки прота је ћивот однео 1926. године у Скопље, митрополиту Варнави.
Мошти му сада почивају под спудом у храму Пећке патријаршије.
Српска православна црква слави његов дан 4. јануара по црквеном, а 17. јануара по грегоријанском календару.